# روبرت فرانسوا داميينز
روبرت فرانسوا داميينز (Robert-François Damiens) (اُعدم يوم 28 مارس 1757 في باريس) هو مواطن فرنسي قام بمحاولة اغتيال لويس الخامس عشر ملك فرنسا يوم 5 يناير 1757 في قصر فرساي.
حيث قام بدخول قصر فرساي كما يفعل الآلف من الناس يوميا آنذاك لتقديم التماسات للملك إلا أن المنفذ اختفي داخل حدائق القصر وانتظر الي أن أطل الليل حيث كان الملك يقوم كل ليلة بنزهة منفردا في حدائق القصر علي ضوء القناديل، ومالبث أن انقض منفذ الهجوم علي الملك وباغته بطعنة في أضلعه بسكين.

## التعذيب والإعدام

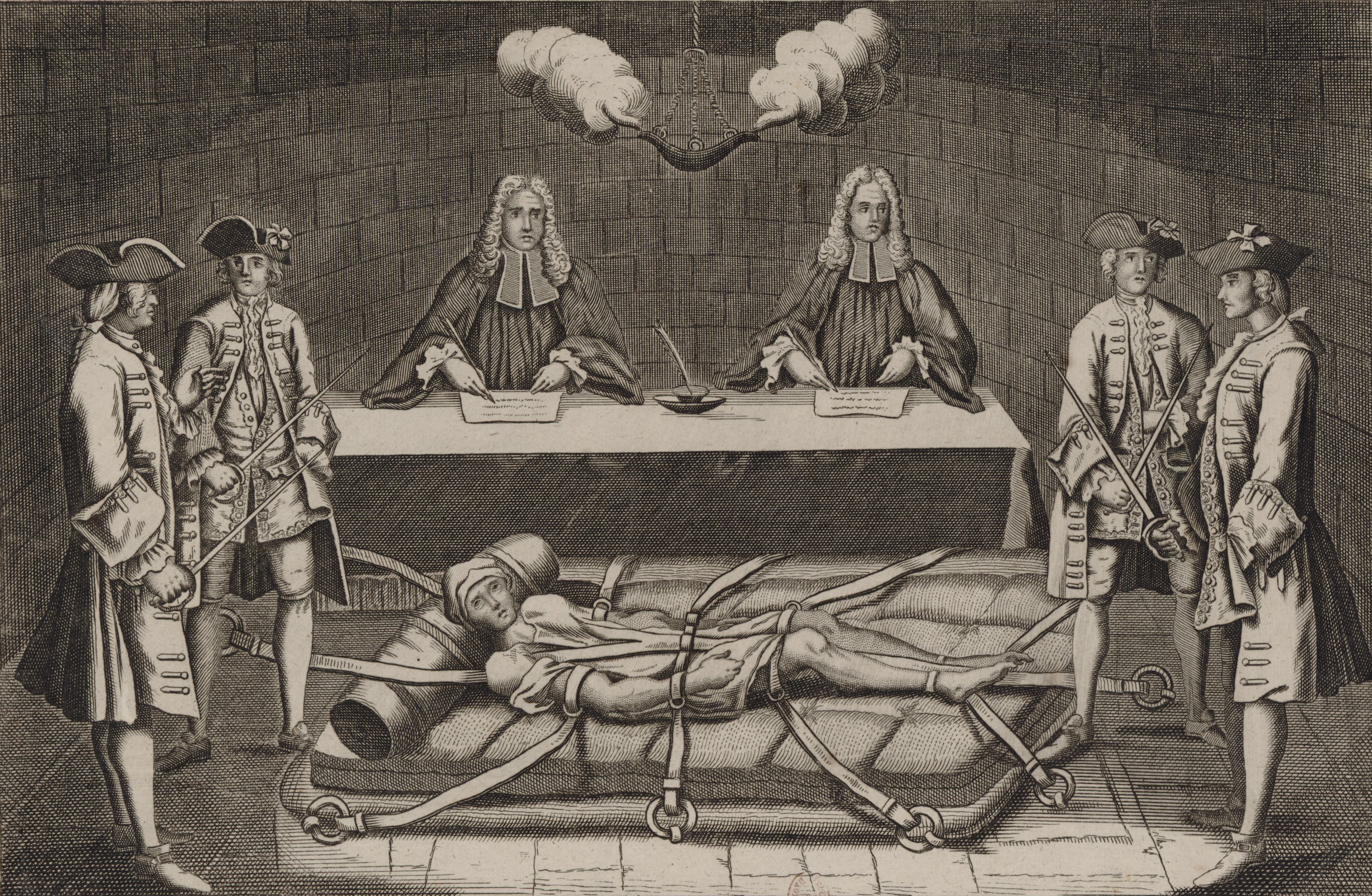
رسم يبين تعذيب روبرت فرانسوا داميينز

تعرض لتعذيب شديد حيث تم ضغط رجليه بشكل مؤلم بواسطة جهاز يسمى أداة الحذاء. تم تعذيبه بعد ذلك مع الكماشة الحمراء الساخنة. تم حرق اليد التي كان يحمل بها السكين أثناء محاولة اغتيال الملك. وصب عليه الشمع المنصهر، والرصاص المنصهر، وزيت مغلي.
تنفيذ الإعدام كان في ساحة دي جريف أمام قصر بلدية باريس تم إحراق جسده الذي لا يزال على قيد الحياة

## روابط خارجية
- روبرت فرانسوا داميينز على موقع الموسوعة البريطانية (الإنجليزية)
- روبرت فرانسوا داميينز على موقع إن إن دي بي (الإنجليزية)